# Bulas de Isabel de Zuazo

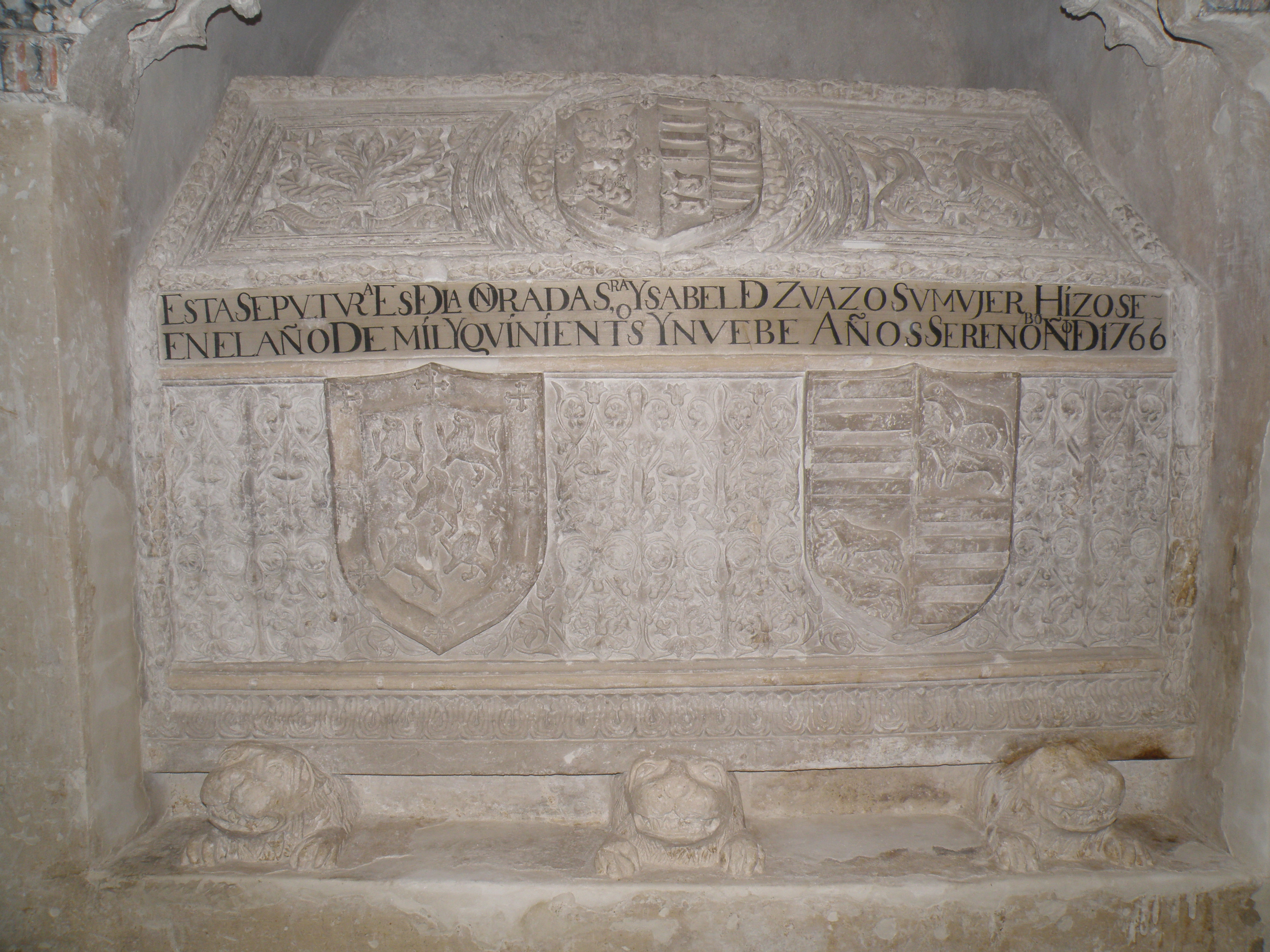
Sarcófago de doña Isabel de Zuazo, donde fueron descubiertas las bulas.

Las bulas de doña Isabel de Zuazo son una colección de sesenta y seis bulas de indulgencia descubiertas en el Sepulcro de Martín López de Hinestrosa y su mujer de la  Iglesia de San Esteban de Cuéllar (Segovia). 
Están datadas entre 1484 y 1544, y 12 de ellas son anteriores al 1 de enero de 1501 y, por tanto, se consideran incunables. La mayor parte eran desconocidas hasta su aparición y muchas de ellas son ejemplares únicos.
Se puede considerar el conjunto de las bulas de Cuéllar como uno de los más importantes de Castilla y León por su cantidad, su variedad temática, su amplia cronología y su pertenencia a una familia.

## Hallazgo
Las bulas fueron descubiertas durante los trabajos de restauración de la Iglesia de San Estaban en el año 2009 por la Fundación de Patrimonio Histórico de Castilla y León. Pasaron a formar parte de la colección del Museo de Segovia en el año 2011, con el depósito en este centro.
Se hallaron en el primer sepulcro del lado del Evangelio, correspondiente a Isabel de Zuazo, natural de Olmedo. El regidor de Cuéllar a finales del siglo XV era su marido, Martín López de Córdoba Hinestrosa, maestresala de Enrique I. 
La mujer tenía un paquete con las bulas de indulgencias pertenecientes a la familia entre el sudario, a la altura de la zona pélvica. Su conservación se debe a la voluntad de Isabel de Zuazo de ser enterrada con ellas y a las condiciones que han favorecido la momificación parcial de su cuerpo.
De dos de los adultos queda el esqueleto y los cinco niños están momificados parcialmente de forma natural. Los investigadores no han detectado procedimientos artificiales de momificación aunque la presencia de cal y las condiciones de los enterramientos han contribuido a su preservación.

## Descripción
Las bulas halladas en Cuéllar son 66: 2 en pergamino, las más antiguas, y el resto en papel. El estado de conservación es aceptable en 34, siendo el resto fragmentos. La mayor parte eran desconocidas hasta su aparición, muchas de ellas son ejemplares únicos.
Este conjunto es importante porque contiene 12 ejemplares incunables de 4 ediciones, que se inician con una de Cruzada de 1484 (una de las primeras), otra de 1492, y las ediciones de 1498 para catedral de Segovia, todas ellas desconocidas hasta el hallazgo. Hay 15 ediciones post-incunables (1501-1520), con un total de 23 ejemplares también buena parte de ellos desconocidos. Por último, hay 25 ediciones con 31 ejemplares de entre 1521 y 1544, con una amplia gama de bulas, muchas únicas conocidas.
La finalidad de estas bulas era:
- Cruzada (25), dos de ellas para la Guerra de Granada.
- Catedral de Segovia (13), Monasterio de Montserrat (8), San Pedro de Roma (6), Hospital de Santiago de Compostela (5), Monasterio de Santo Domingo de Vitoria (2) y Monasterio de Santa María de Cenarruza (1).
- Orden de la Santísima Trinidad (3) y Cofradía del Corpus Christi (1).

## Contexto histórico
Las primeras bulas de Cuéllar se contextualizan históricamente con la primera imprenta en Segovia y en España; poco antes de la impresión de la bula más antigua, se realiza el primer impreso en España, el Sinodal de Aguilafuente (1472), del taller segoviano de Juan Párix. 
Al poco tiempo, en primavera de 1473, se imprimió una bula de cruzada contra los turcos, promulgada en Segovia por el cardenal Rodrigo de Borja (Bula de Borja). No se conoce ni el impresor ni el lugar, pues sus tipos góticos no son utilizados en ningún otro impreso. Se conocen de vivos y de difuntos y los únicos ejemplares que se conservan aparecieron en la encuadernación de dos incunables de la catedral de Segovia.

## Adquisición de las bulas
Isabel tomó su primera bula en 1484 por 6 reales, seguramente en su infancia.
Se desconoce la fecha de su matrimonio con Martín. Tuvieron 6 hijos: Francisca, Ana (ambas tomaron bulas para la catedral de Segovia en 1498), María y Juana (monjas de clausura), Diego (que obtuvo el mayorazgo fundado por su padre) y Beltrán. Isabel tomó bulas al menos hasta 1544, debiendo de fallecer ese año o el siguiente. 
Son un total de sesenta años de adquisición de bulas, dato que permite deducir que al menos la mujer alcanzó una edad de entre 70 y 75 años.
Martín, su esposo, fue regidor de Cuéllar al menos desde 1495. En 1498 toma bulas para sus abuelos, padre y una tía. En 1503 acude, junto al II Duque de Alburquerque, Francisco Fernández de la Cueva, a la guerra contra Francia en Salses. Testa el 14 de enero de 1523 y fallece hacia 1526.